# Kitcharao, Agusan del Norte
Kitcharao là đô thị hạng 3 ở tỉnh Agusan del Norte, Philippines. Theo điều tra dân số năm 2015, đô thị này có dân số 18.659 người trong.

## Các khu phố (barangay)
Kitcharao được chia thành 11 khu phố (barangay).
- Bangayan
- Canaway
- Hinimbangan
- Jaliobong
- Mahayahay
- Poblacion
- San Isidro
- San Roque
- Sangay
- Crossing
- Songkoy

Năm 2005, các khu phố Crossing và Songkoy được thành lập.